# Домовинский сельсовет
Домовинский сельсовет — сельское поселение в Измалковском районе Липецкой области Российской Федерации.
Административный центр — село Мягкое.

## История
Статус и границы сельского поселения установлены Законом Липецкой области от 23 сентября 2004 года № 126-ОЗ «Об установлении границ муниципальных образований Липецкой области»

## Население
| 2010 | 2012 | 2013 | 2014 | 2015 | 2016 | 2017 |
| ---- | ---- | ---- | ---- | ---- | ---- | ---- |
| 353  | ↗364 | ↘356 | ↘354 | ↗360 | ↘357 | ↘350 |
| 2018 | 2021 |      |      |      |      |      |
| ↘343 | ↘338 |      |      |      |      |      |

## Состав сельского поселения
| № | Населённый пункт | Тип населённого пункта       | Население |
| - | ---------------- | ---------------------------- | --------- |
| 1 | Барановка        | деревня                      | 40        |
| 2 | Домовины         | село                         | 50        |
| 3 | Курасовка        | деревня                      | 7         |
| 4 | Марково          | деревня                      | 10        |
| 5 | Мягкое           | село, административный центр | 161       |
| 6 | Тетеринка        | деревня                      | 22        |
| 7 | Чаплыгино        | деревня                      | 63        |